# Katy Marchant
Katy Marchant (Leeds, 30 de janeiro de 1993) é uma ciclista de pista britânica. Ela ganhou a medalha de bronze na prova de velocidade individual durante os Jogos Olímpicos de 2016.

## Carreira
Nascida em Leeds, Marchant mudou-se para Manchester em abril de 2013, quando passou a competir no ciclismo profissionalmente.
Sua carreira esportiva, no entanto, começou no heptatlo onde chegou a representar a Grã-Bretanha nesse evento no Campeonato Mundial Junior de 2012. A transição para o ciclismo foi uma ideia de seu ex-treinador, Toni Minichiello (mais conhecido por treinar Jessica Ennis), que sugeriu a mudança depois de ter visto seus resultados num teste de força. Marchant já havia pedalado como lazer em mountain bike e na estrada, mas não tinha nenhuma experiência no ciclismo de pista. Após um período experimental de seis semanas, mudou-se permanentemente para o ciclismo de pista. Tornou-se membro da Academia Olímpica da British Cycling em abril de 2013 e formou-se no Programa de Desenvolvimento Olímpico em novembro do mesmo ano.
Foi selecionada pela equipe britânica que competiu nos Jogos Olímpicos de 2016, no Rio de Janeiro, onde conquistou a medalha de bronze na velocidade individual. Em 2018 participou dos Jogos da Commonwealth, em Gold Coast, e obteve o bronze para a Inglaterra junto com Lauren Bate na velocidade por equipes.